# Berenike Faldum
Berenike Faldum (Baja, 12 de julio de 1985) es una deportista búlgara, de origen húngaro, que compitió en piragüismo en la modalidad de aguas tranquilas.
Ganó una medalla de plata en el Campeonato Mundial de Piragüismo de 2011, y tres medallas en el Campeonato Europeo de Piragüismo entre los años 2004 y 2014.
En la modalidad de maratón, obtuvo siet medallas en el Campeonato Mundial entre los años 2004 y 2012, y una medalla de oro en el Campeonato Europeo de 2007.

## Palmarés internacional

### Piragüismo en aguas tranquilas
| Representando a Hungría  |                        |                   |             |
| Campeonato Europeo       |                        |                   |             |
| Año                      | Lugar                  | Medalla           | Competición |
| 2004                     | Poznań (Polonia)       | Medalla de bronce | K4 1000 m   |
| 2008                     | Milán (Italia)         | Medalla de oro    | K2 1000 m   |
| Representando a Bulgaria |                        |                   |             |
| Campeonato Mundial       |                        |                   |             |
| Año                      | Lugar                  | Medalla           | Competición |
| 2011                     | Szeged (Hungría)       | Medalla de plata  | K2 1000 m   |
| Campeonato Europeo       |                        |                   |             |
| Año                      | Lugar                  | Medalla           | Competición |
| 2014                     | Brandeburgo (Alemania) | Medalla de bronce | K1 5000 m   |

### Piragüismo en maratón
| Representando a Hungría  |                               |                   |             |
| Campeonato Mundial       |                               |                   |             |
| Año                      | Lugar                         | Medalla           | Competición |
| 2004                     | Bergen (Noruega)              | Medalla de oro    | K2          |
| 2006                     | Trémolat (Francia)            | Medalla de bronce | K2          |
| 2007                     | Győr (Hungría)                | Medalla de plata  | K2          |
| 2008                     | Týn nad Vltavou ( Rep. Checa) | Medalla de plata  | K2          |
| 2009                     | Vila Nova de Gaia (Portugal)  | Medalla de plata  | K2          |
| 2010                     | Bañolas (España)              | Medalla de oro    | K2          |
| Campeonato Europeo       |                               |                   |             |
| Año                      | Lugar                         | Medalla           | Competición |
| 2007                     | Trenčín (Eslovaquia)          | Medalla de oro    | K2          |
| Representando a Bulgaria |                               |                   |             |
| Campeonato Mundial       |                               |                   |             |
| Año                      | Lugar                         | Medalla           | Competición |
| 2012                     | Roma (Italia)                 | Medalla de bronce | K1          |